# Континуум (философия)
Конти́нуум (от лат. continuum — непрерывное) — непрерывное, сплошное; непрерывная совокупность; объект, обладающий определёнными свойствами непрерывности; непрерывность при многообразии элементов. Совокупность каких-либо тесно связанных друг с другом процессов, явлений. Непрерывность выражает целостный характер объекта, однородность и взаимосвязь его частей (элементов) и состояний. Согласно Аристотелю, «всё непрерывное, в том числе любой отрезок и любой интервал времени, безгранично делимо». Термин «континуум» зачастую заменяют совпадающими с ним по значению существительными «непрерывность», «длительность». Принцип континуума противоположен принципу атомизма.
Термин «континуум» употребляется по отношению к учениям некоторых представителей древнегреческой философии. Алексей Федорович Лосев в своём труде по античной эстетике описывает разные подходы к пониманию непрерывного (греч. συνέχεια, synécheia) следующих философов: элементарно-становящийся континуум элейцев, абсолютный континуум милетцев, общематериальный континуум Гераклита, органически-жизненный континуум Эмпедокла, мыслительно-материальный континуум Диогена Аполлонийского.
Санскритский термин «сантана» (saṅtāna) буддийской философии, означающий психофизический поток, близок по смыслу к континууму.
Континуальность (континуитивность) — непрерывность (как свойство объекта), отсутствие лакун, квантованности, разделенности на фрагменты, переход одного в другое. Философ Мераб Мамардашвили нашел, что внутреннее пространство бинарной оппозиции, называемое «субъект-объектное отношение», континуально. Противоположность континуальности — дискретность.
Непрерывность создается абстрактным мышлением и может быть свойством идеального объекта. В воспринимаемых объектах переход от одного элемента к другому происходит внезапно, вдруг, через «скачок».
Материально-пространственно-временной континуум — представление о пространстве и времени в специальной теории относительности Альберта Эйнштейна, где все три параметра (материя, пространство, время) объединены, взаимосвязаны и относительны друг друга (см. Пространство-время).